# Lúčky (Košice)
|  | Per a altres significats, vegeu «Lúčky». |

Lúčky és un poble i municipi d'Eslovàquia. Es troba a la regió de Košice, a l'est del país.

## Història
La primera referència escrita de la vila data del 1336.

## Demografia
| Godina             | 1994 | 2004   | 2014    | 2024   |
| ------------------ | ---- | ------ | ------- | ------ |
| Nombre de persones | 486  | 522    | 582     | 587    |
| Diferència         |      | +7,40% | +11,49% | +0,85% |

| Godina             | 2023 | 2024   |
| ------------------ | ---- | ------ |
| Nombre de persones | 589  | 587    |
| Diferència         |      | −0,33% |